# Olivier Monterrubio
Olivier Monterrubio (Gaillac, 8 augustus 1976) is een Franse voetballer (aanvaller) die sinds 2009 voor de Franse eersteklasser FC Lorient uitkomt. Eerder speelde hij onder meer voor FC Nantes, Stade Rennes en RC Lens.

## Erelijst
FC Nantes
- Frans landskampioen

2001